# ゴールパフォーマンス

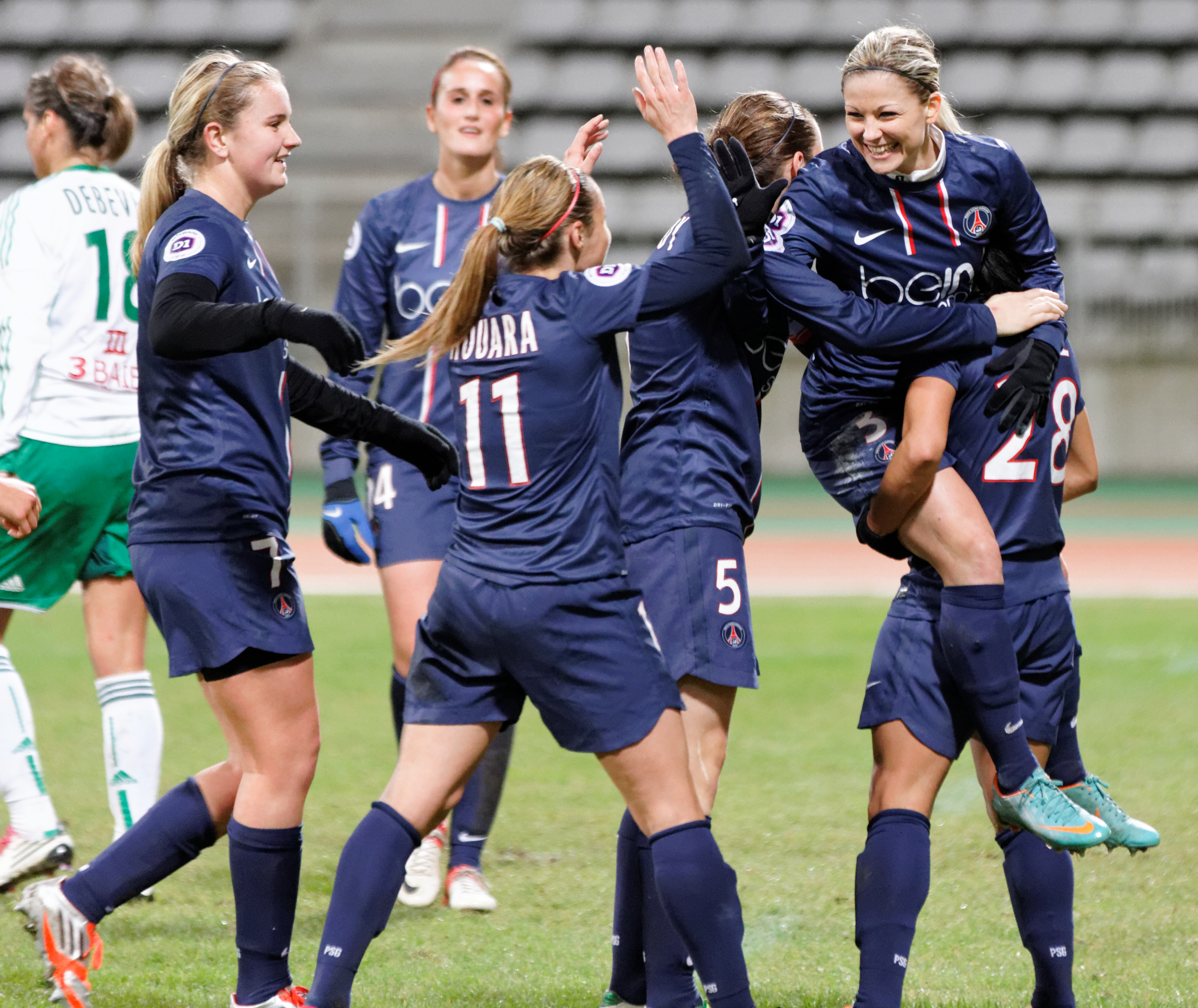
得点後に歓喜する選手達

ゴールパフォーマンス（和製英語：goal performance）は、サッカーの試合において選手が得点を決めた後に行う表現方法である。得点後のパフォーマンスには「拳をあげる」「両手を広げる」といったシンプルに喜びを表現するものから、複数の選手が絡む趣向を凝らしたアイデアの物まで様々な種類があり、サッカー観戦における娯楽の一つとなっている。英語圏ではゴールセレブレーション（英語: goal celebration）と呼ばれ、日本サッカー協会ではそれを直訳した「得点の喜び」という言葉を用いている。

## 経緯
ボディランゲージを伴った意志伝達や感情の表現方法については国や地域の文化や生活習慣、あるいは時代ごとによって認識に差異があり、例えばイギリスやドイツをはじめとした北ヨーロッパや東アジアなどの国々では、成人が感情を率直に表現する行為は幼稚か未成熟さの表れと見做されている。これに対し、イタリアやスペインといった地中海沿岸のラテン系の国々や南米のブラジルなどでは成人が社会的な制約もなく外向的に振舞うことが許容されている。また、ピースサインや親指立てのような親愛や友好を表す身振りや手ぶりの表現が、ある国ではそのままの意味で受け止められる場合もあれば、別の国では猥褻さや下品さを表すもの、あるいは敵意として受け止められる場合もある。
第二次世界大戦前に得点後のパフォーマンスは目立ったものは存在せず、選手同士が握手をしたり得点者の肩を叩いて祝福する程度のものだったという。戦後、各国のサッカークラブの間での選手移籍が活発化し、テレビ放送の普及や航空機を使用した国際便の就航によりグローバル化が進み、異なる国や地域の選手の表現方法を目の当たりにする機会が増加した。
選手による率直的な表現方法が普及すると、そのなかでも新しい情報に対し閉鎖的であり公共の場で他者とのボディコンタクトを避ける傾向が強いといわれるイギリスの社会は衝撃を受け、長きに渡って「スポーツマン精神に反する」として非難の対象となった。一方で、自制心が強いとされるヨーロッパ北部の国の選手達もラテン系の選手達に倣って喜びの感情を表現するようになった。
こうした中、いつどこで誰が特別なゴールパフォーマンスを始めたのかは定かでないが、1966年にイングランドで開催された1966 FIFAワールドカップの際に9得点を挙げて得点王となったポルトガル代表のエウゼビオが行ったパフォーマンスが大きな影響を与えたと言われている。サッカージャーナリストの大住良之はエウゼビオの得点後に大きく飛び上がり握り締めた拳を空に向かって突き出すパフォーマンスが世界中へと広まり、特別なパフォーマンスが行われるようになった、との説を採っている。
選手によるパフォーマンスは、一時的な流行に留まらず1970年代に入った後も様々なバリエーションを生み出すなどサッカー文化の一部として定着している。

## 特徴
イギリスの動物学者であるデズモンド・モリスは1983年に出版した著書『サッカー人間学－マンウォッチング2』の中で、ゴールパフォーマンスの基本的なパターンについて以下のものを挙げている。
全力疾走
得点者がピッチを駆け回る表現。試合の進行により抑圧されたエネルギーを、得点を挙げた本人が全力疾走することで和らげる狙いがあり、「両腕を高く突き上げる」や「飛び跳ねる」や「チームメイトが祝福のため追走する」などの行為を伴う場合もある。
片手を使った表現
片手を頭上に突き出す表現としては人差し指を突き出すパターン、手の平を伸ばす敬礼風のパターン、握りこぶしを突き出すパターンなどがある。
両手を使った表現
両手を広げたり頭上に突き出す表現は最も一般的な表現方法とされる。両手を頭上に突き出した選手が飛び上がれば得点者の存在を相手により大きく誇示することが出来る。この他には、膝から上体を後方に反り返して両手を突き上げるパターン、両手の人差し指を天に向けるパターンなどもある。
ジャンプ
ピッチを疾走する際に伴う表現。これに「片手の拳を振り上げる」や「両手を高く挙げる」などの動作が伴うが、前者にはボクサーがパンチを見舞うような動作を行うことで、後者には自分の身長の2倍近く高く見せることで、相手に対して圧倒的な力を誇示する狙いがある。
ダンス
表現手法としては変則的なもので、先住民による戦勝の儀式を模したもの、駆け足による足踏み、両足を小刻みに動かしてステップを踏むものなどのパターンがある。
抱擁
得点者に他の選手が駆け寄り抱きしめる表現。得点者の脚に抱きつくパターンや、得点者に抱きつく勢いが余ってピッチに転倒させるパターン、得点者の髪の毛をかき乱す、倒れている選手を集団で抱き上げて抱擁するなどのパターンもある。こうした表現には他の選手も次々に加わり、互いの肩に手を回し大きな集団を形成する。
接吻
得点者の額や頬に唇を接触させる表現。文化圏によっては男性同士でも親愛の情を示すスキンシップとして認知されている場合もあれば、タブー視される場合もある。
背中を叩く
集団的な抱擁の一種であり、頭を軽く叩くなどの動作も加わることが多い。大人が子供に対してからかい半分に行う動作に類するが、やや盛り上がりに欠ける行為とも評される。
握手
儀礼的な表現。身体接触を伴うパフォーマンスが行われるようになった後も、完全に影をひそめた訳ではなく、得点を挙げた側の選手が試合が再開されるまでの間に互いに握手を交わす光景が見られる。

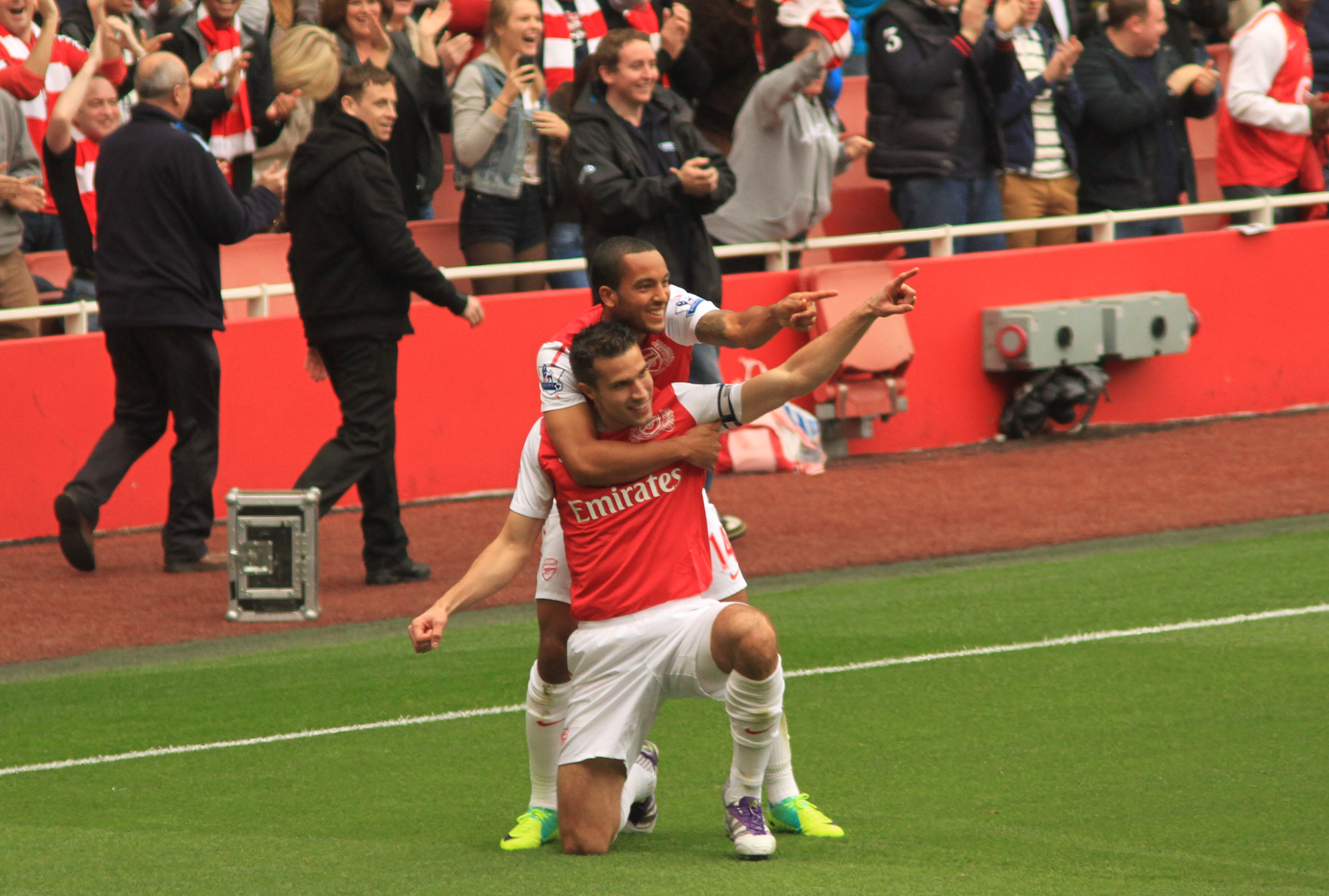
片膝を付きポーズをとる。
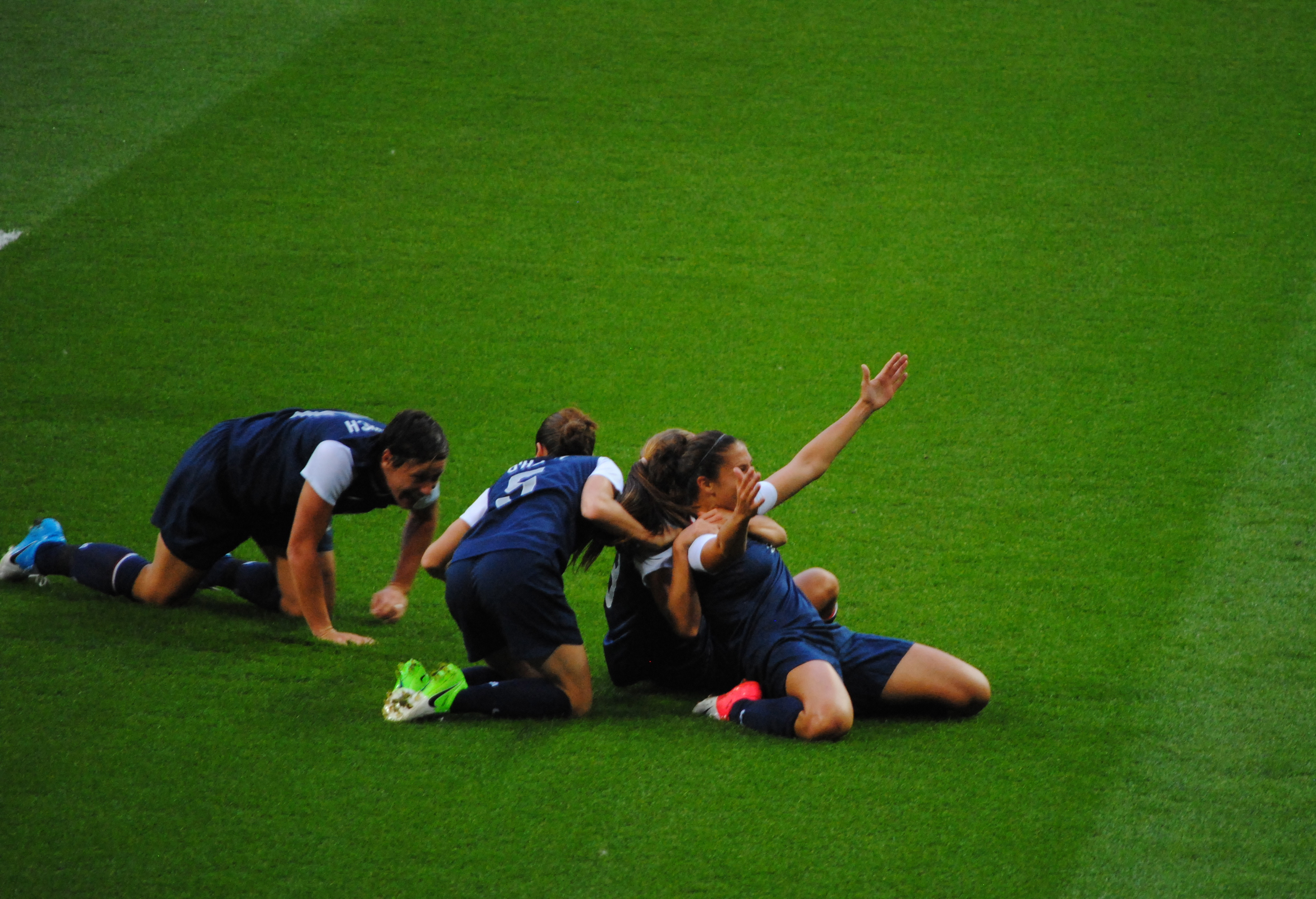
両膝を付きポーズをとる。
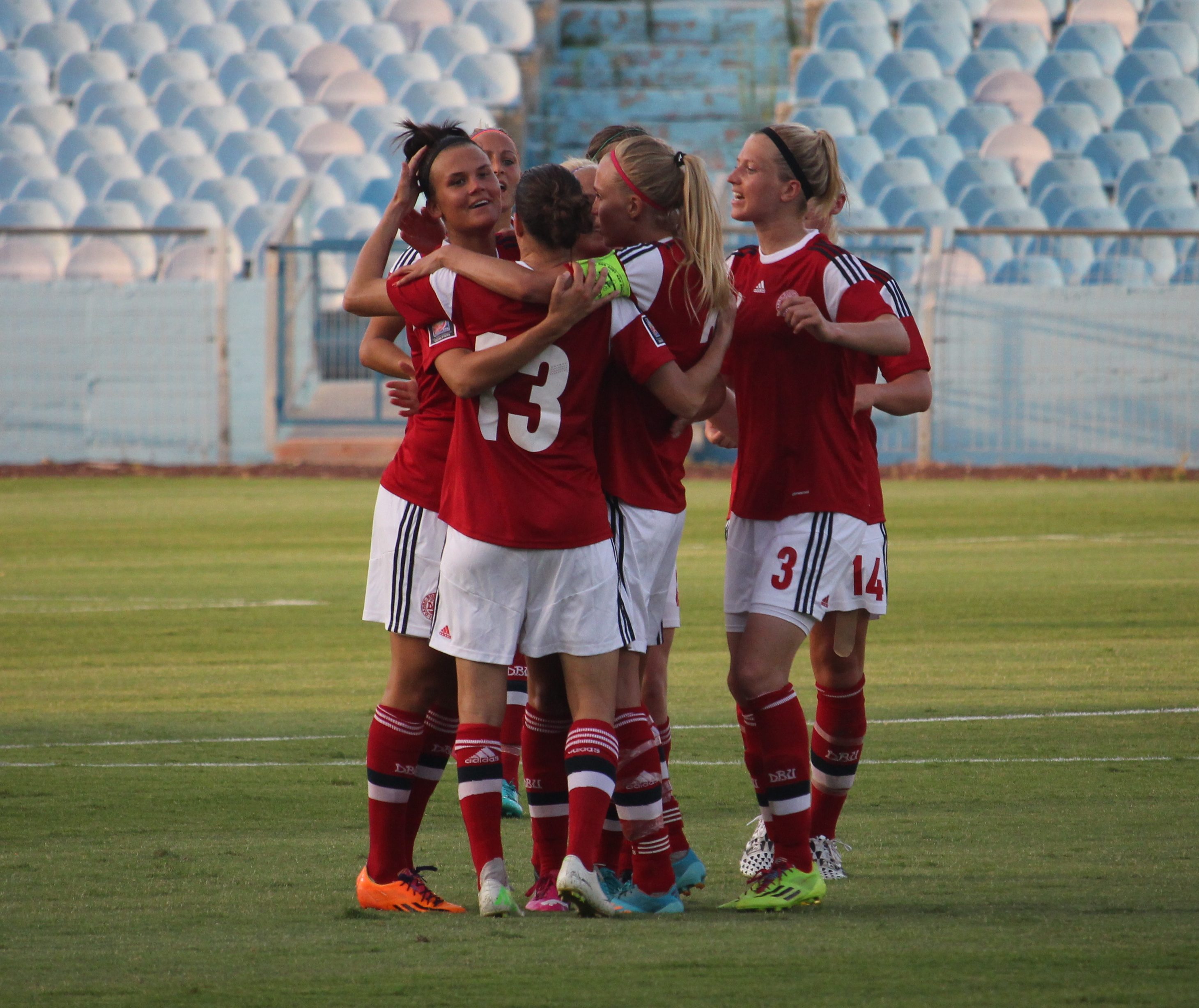
互いに抱きしめ合う。
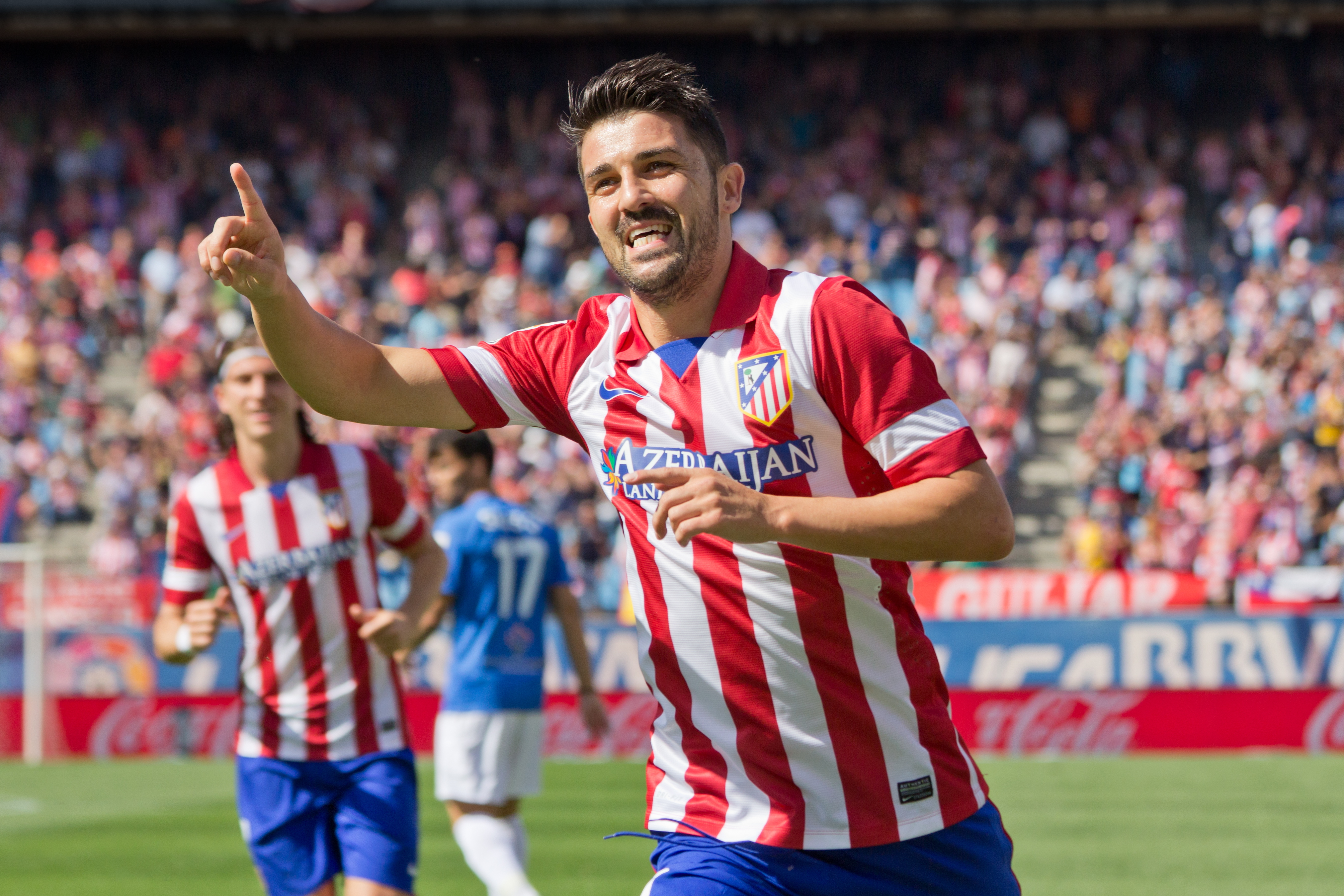
人指し指を掲げる。
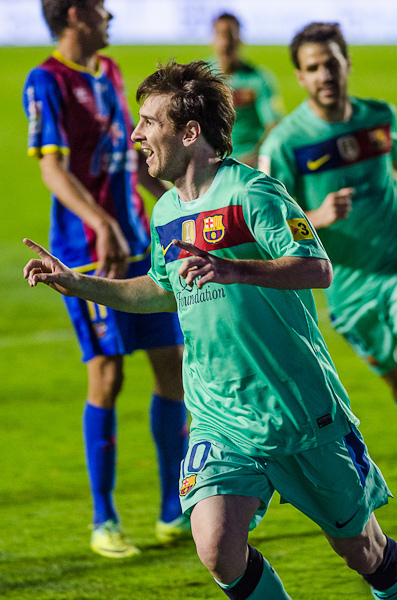
両手の人指し指を掲げる。
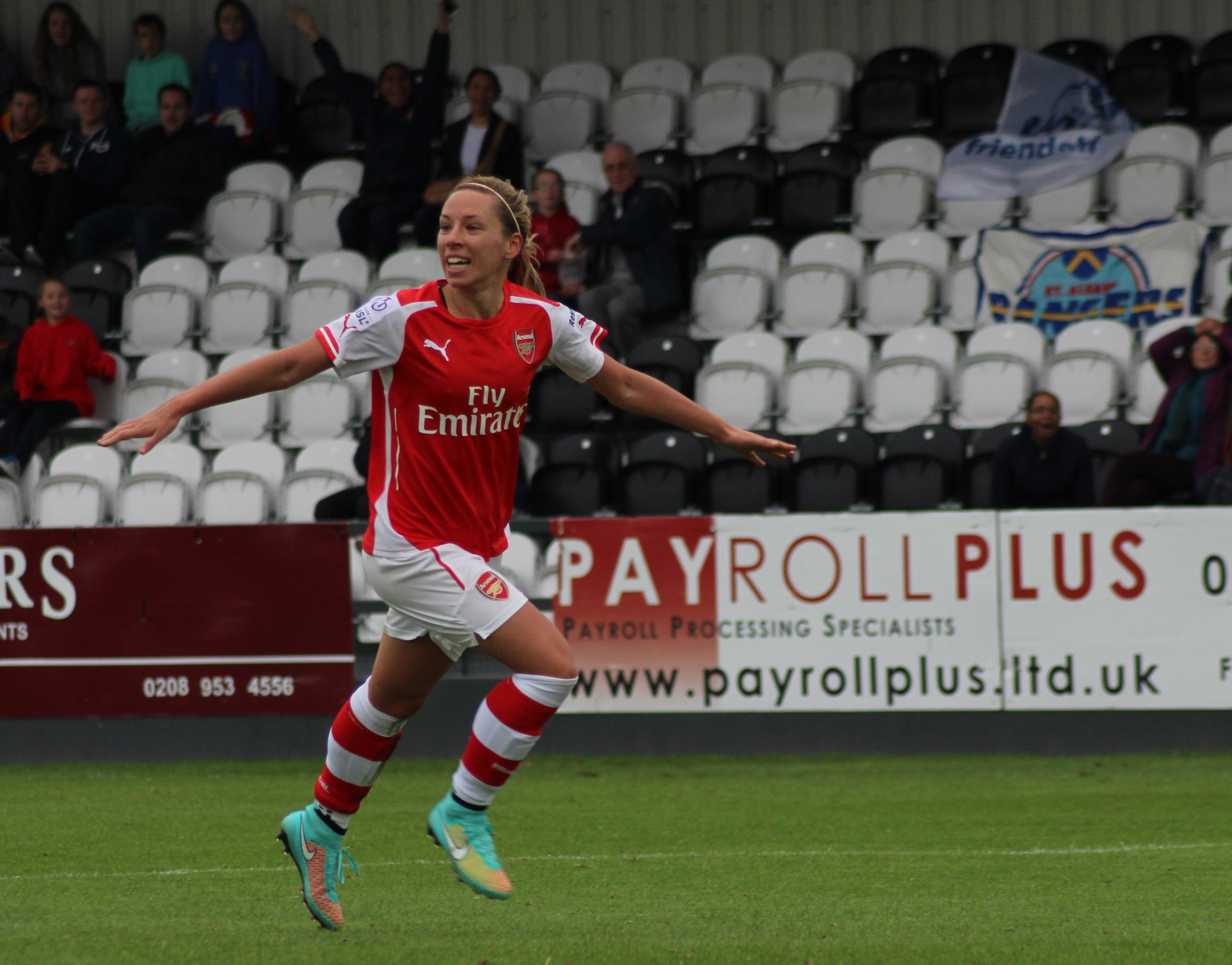
両手を広げる。
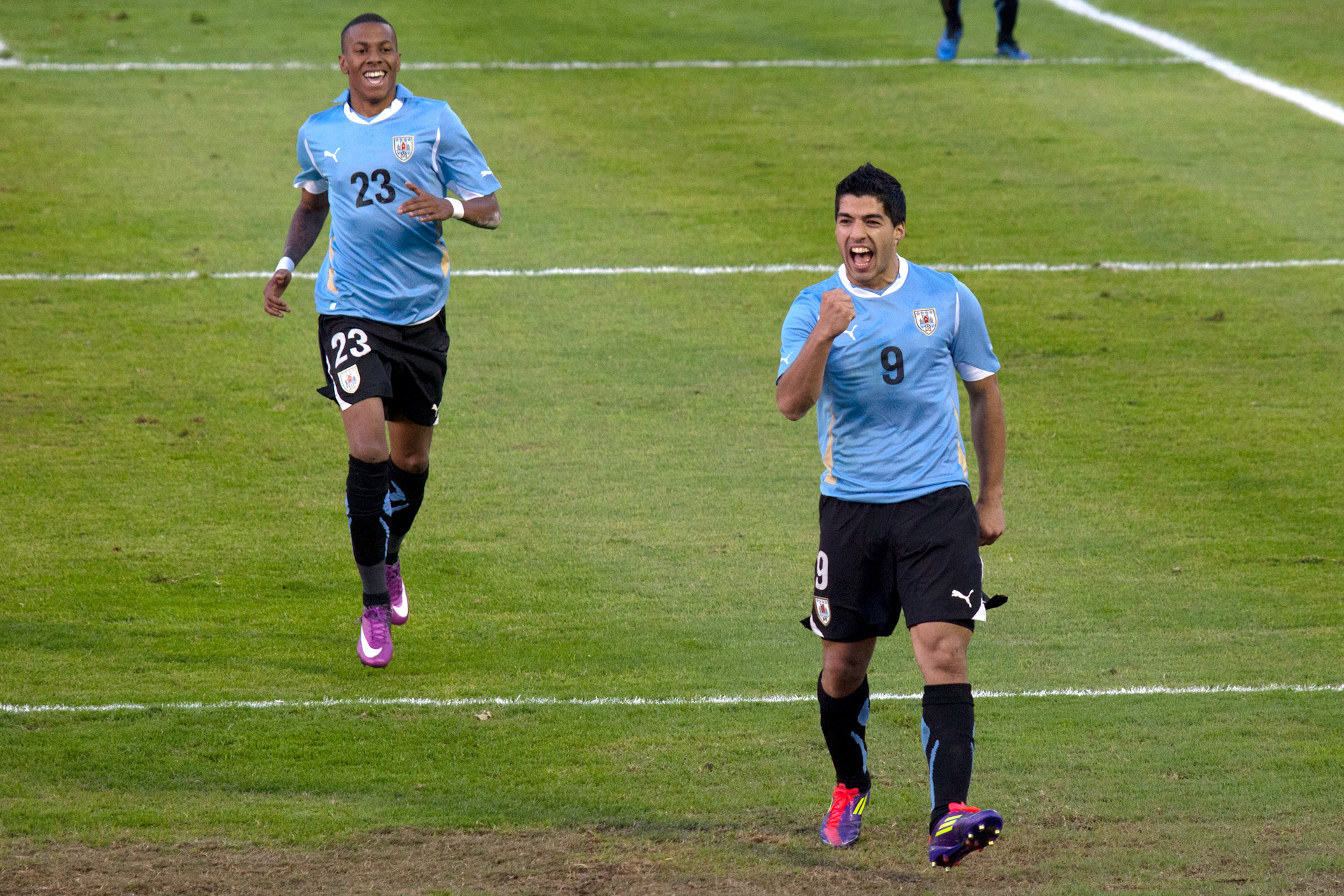
ガッツポーズをとる。
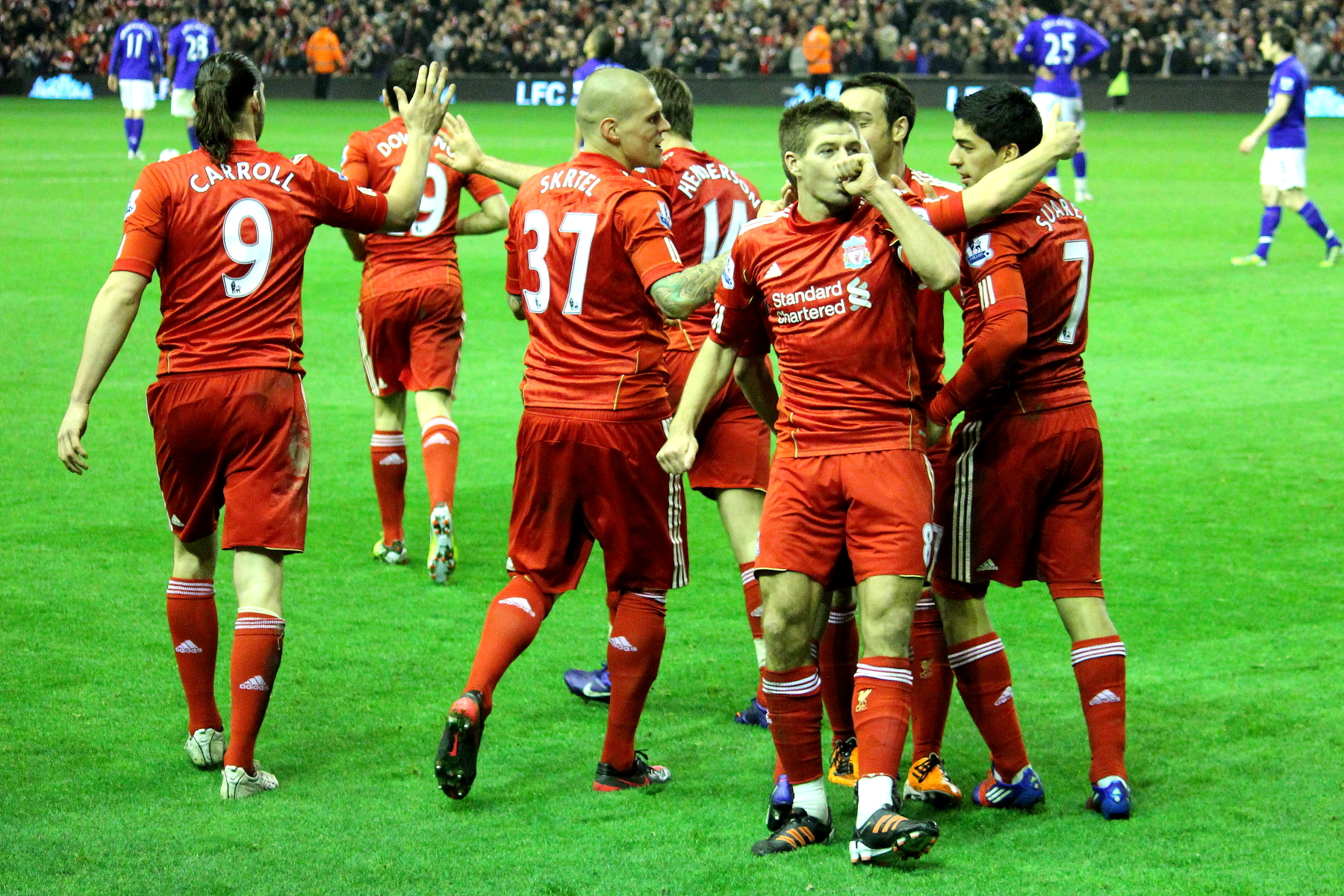
親指を咥える
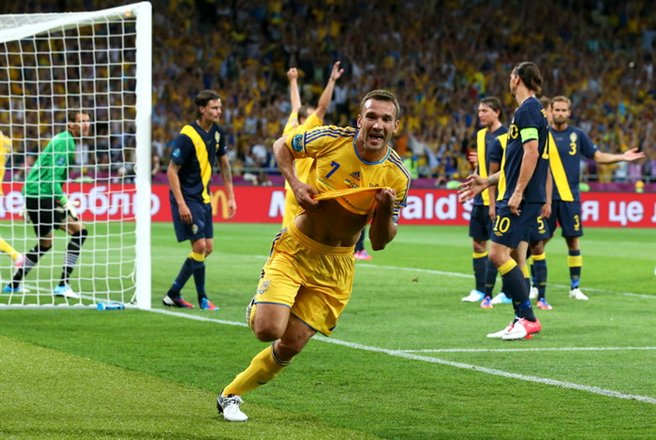
ユニフォームを脱ぐ。
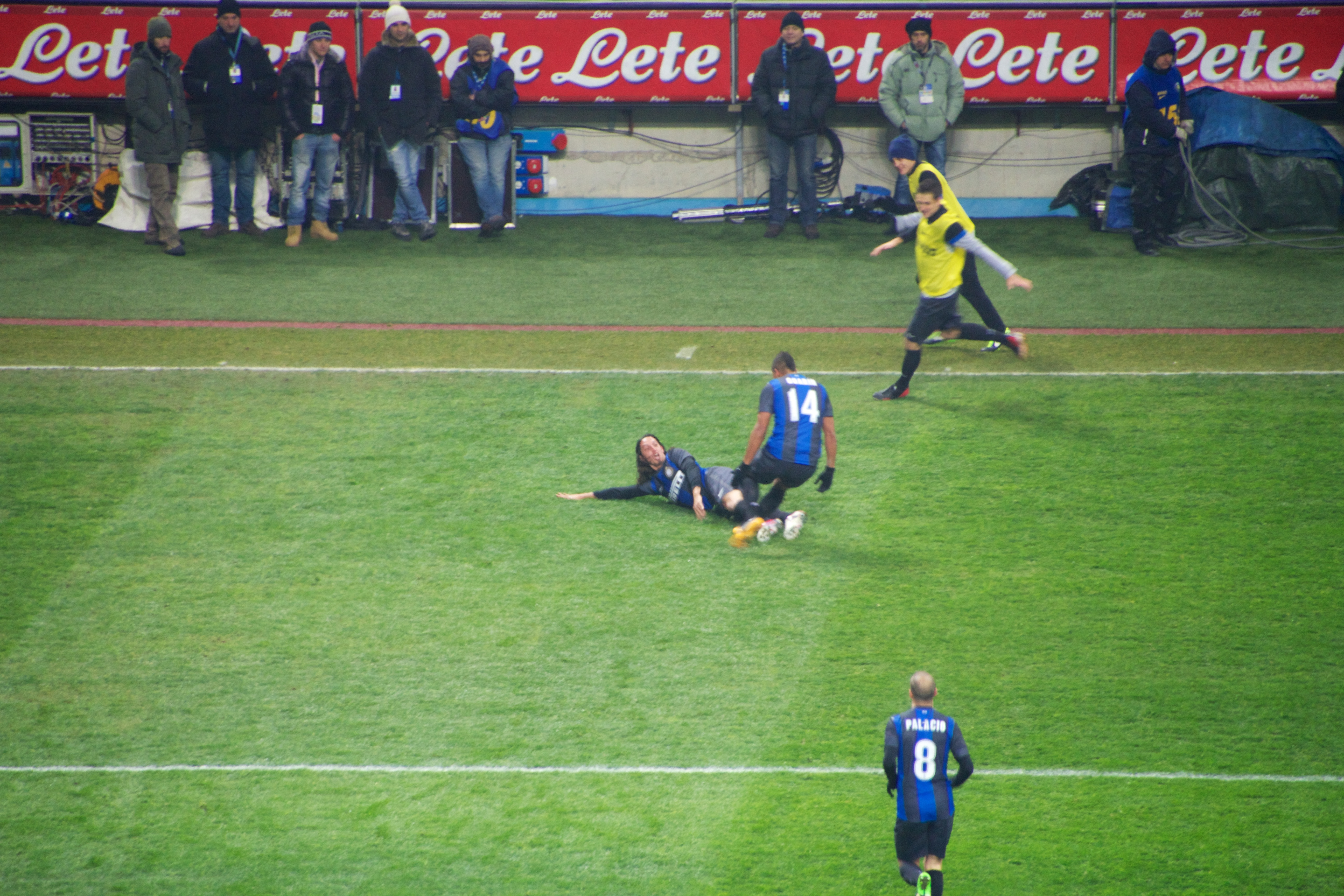
ピッチに寝そべる。
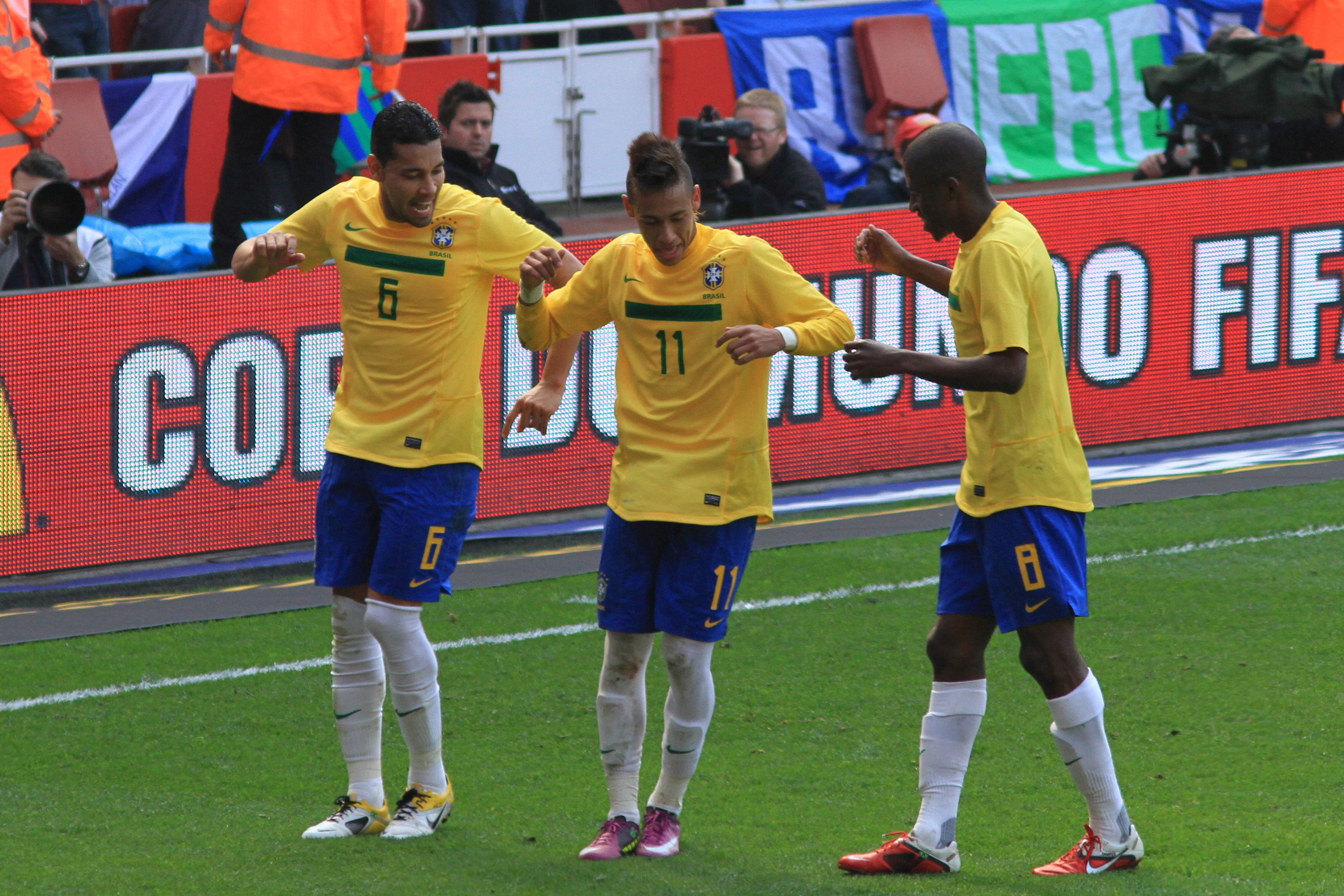
ダンスを踊る。
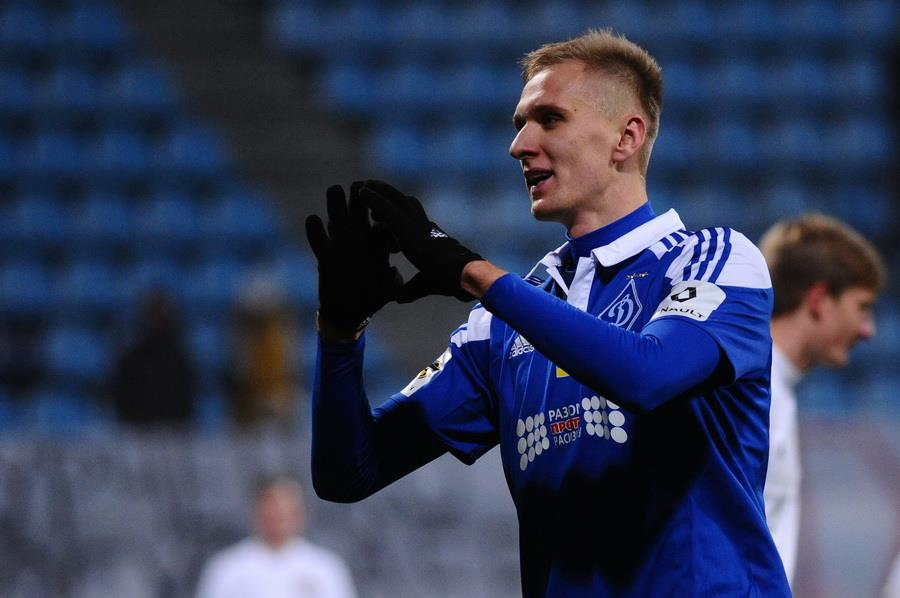
ハートマークを作る
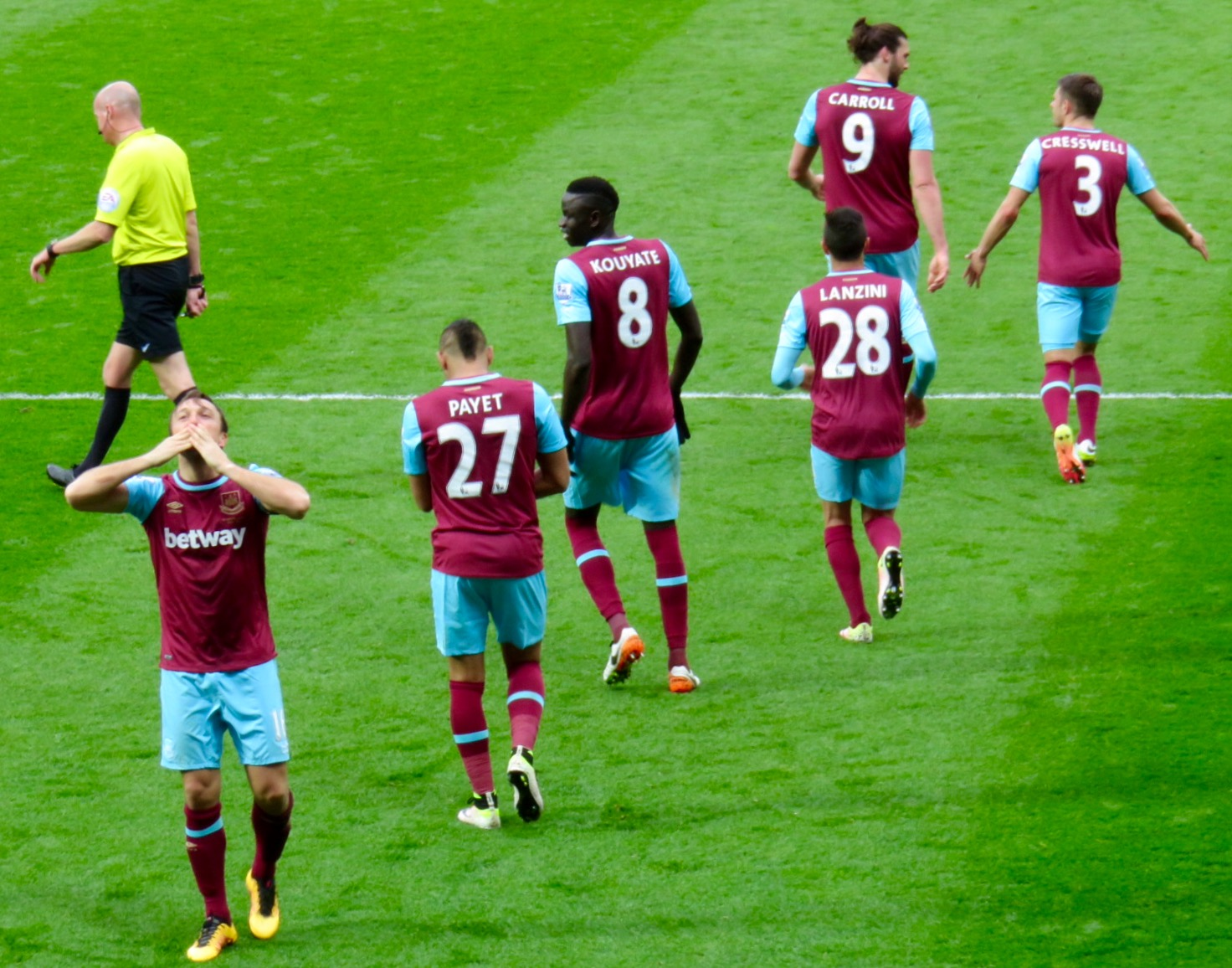
投げキッスをする
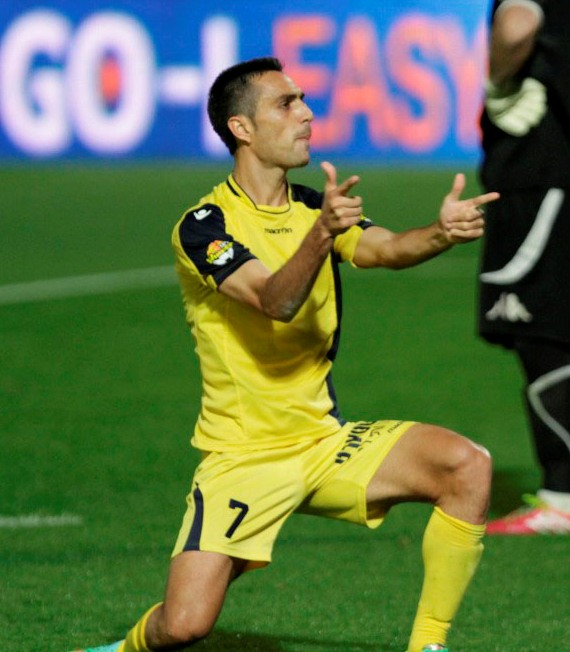
拳銃を撃つ
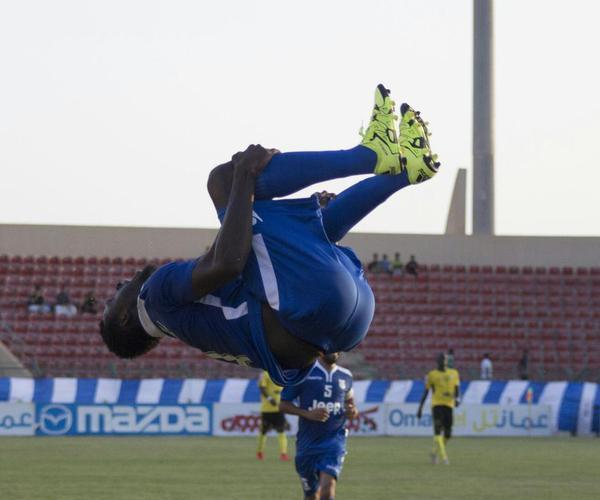
バク宙をする。

## 規則
国際サッカー連盟 (FIFA) は競技規則の第12条の中で「得点時の選手によるパフォーマンスは過剰であってはならない」と定めている。規則では適度な表現方法は認められているものの、過剰な表現により時間が浪費され試合進行が妨げられる場合は、審判が介入してパフォーマンスの中止を命ずることが出来る。このほか「相手に対し挑発的な態度を取る」「得点後に周辺のフェンスによじ登る」「ユニフォームを脱ぐか、頭部をユニフォームで覆い隠す」「頭部を覆面か、それに類似したアイテムで覆い隠す」行為を行った選手は警告の対象となっている。また「ピッチ外へ飛び出して喜びを表現する」行為は本来は警告の対象とはならないが、選手達を速やかにピッチ内に誘導するように定めている。

## 各国の事例

### ヨーロッパ
アイスランド
ストヤルナンFCの選手達は得点後に独特なパフォーマンスを行うことで国際的に知られている。有名な物では、選手の一人が釣り人に扮し、魚に見立てた選手を吊り上げると、魚に見立てた選手を皆で抱き上げて記念撮影を撮る「釣りパフォーマンス」がある。このほか、「銃を乱射するパフォーマンス」や「人間自転車」などの様々なバリエーションがある。
 イタリア
マルコ・タルデッリは1982 FIFAワールドカップ決勝の西ドイツ戦において決勝点を決めた際に、両手の拳を握り締め、雄叫びを上げながらピッチを疾走するパフォーマンスを行った。この場面は「l'urlo di Tardelli」（タルデッリの雄叫び）と呼ばれている。
ヴィンチェンツォ・モンテッラは両手を横に広げて走り回るパフォーマンスから「アエロプラニーノ（小型飛行機）」の愛称で呼ばれたが、ローマ出身の競馬騎手ミルコ・デムーロはモンテッラに憧れ、大レースを制した時はこの飛行機ポーズを模倣している。
フランチェスコ・トッティは、右手の親指を口に銜えるチュッチョ（おしゃぶり）ポーズで知られているが、この他にも2007年に行われたSSラツィオ戦ではゴール裏に設置されたテレビカメラを操作するパフォーマンスを、2015年1月のセリエASSラツィオ戦でローマ・ダービーの最多得点記録を更新した際には、スタッフに預けておいたスマートフォンで自撮りするパフォーマンスを行った。
このほか、ファブリッツィオ・ラバネッリはユニフォームの裾で頭部を覆うパフォーマンス、マリオ・バロテッリはマンチェスター・シティFC在籍時、ユニフォームをめくり「Why always me?」と書かれたTシャツのメッセージを見せるパフォーマンスを行ったことで知られる。
 イングランド
ポール・ガスコインはUEFA欧州選手権1996グループリーグ第2戦のスコットランド戦において「歯医者の椅子」と呼ばれるパフォーマンスを行った。これはガスコインがピッチに大の字になって寝転んだところに、チームメイトが給水用のペットボトルを持って駆け寄り、彼の大きく開けた口に水を流し込むという物だった。
このほか、アラン・シアラーは走りながら右手を頭上に掲げるパフォーマンスがトレードマークとなっているが、ピーター・クラウチはロボット・ダンスのパフォーマンス、ダニエル・スタリッジは両腕をくねらせて踊るパフォーマンスを行っている。
ジミー・ブラードはハル・シティFC在籍時の2009年11月に行われたマンチェスター・シティFC（以下、マンC）戦で得点を決めた際に、チームメイトを座らせて説教をするパフォーマンスを行った。これは前年に行われたマンC戦で大敗を喫した際のフィル・ブラウン監督の姿を模倣したものだという。
 スウェーデン
トマス・ブロリンは得点後に拳を高くあげて、体を素早く横に回転させるパフォーマンスを行っていたが、スウェーデンではこの技をバレエの技術になぞらえて「ピルエット」と呼んでいた。
 スペイン
キコは得点後に両膝をつきながら両手で弓を射るようなポーズをとる「アルケロ」（スペイン語: Arquero）と呼ばれるパフォーマンスを行っていたが、このパフォーマンスはフェルナンド・トーレスやダニエル・ゴンサレス・グイサによって模倣されている。また、ラウル・ゴンサレスは得点後に結婚指輪にキスをするパフォーマンスや両指を使って背番号を指すパフォーマンスを行っている。
 ドイツ
ユルゲン・クリンスマンはトッテナム・ホットスパーFC在籍時にヘッドスライディングの様な格好でピッチを滑るパフォーマンスを行ったが、これはクリンスマンが相手の反則を故意に誘う「ダイビング」を頻繁に行う選手として知られていたことに由来している。トッテナム加入前に行われた1994 FIFAワールドカップ準々決勝のブルガリア戦でも「ダイビング」の反則を犯したため、国際的な批判を受けていた。
メスト・エジルは左手で「M」の文字を作り右手の親指を口にくわえるパフォーマンスがトレードマークとなっており、「M」は姪のイニシャルを表したものである。
 フランス
エリック・カントナはマンチェスター・ユナイテッドFC在籍時の1996年12月21日に行われたサンダーランドAFC戦で得点を決めた際に、感情を表さずに観衆の反応を360度見渡した後に胸を張り悠然と両手を掲げるパフォーマンスを見せた。一見すると傲慢とも取られる行為だが、「あの様なパフォーマンスの似合う選手は彼しかいない」と評する者もいる。
エムバペは、親指を上に出しつつ両手を交差させて脇にはさむゴールパフォーマンスで知られる。2024年2月には、そのゴールパフォーマンス含め、自身のイニシャルなども併せて7点の商標登録を申請した。
 ポルトガル
クリスティアーノ・ロナウドは得点後に、両手を頭上で交差させながら飛び上がり、着地と同時に後方に両手を大きく広げる「Siuuuu」と呼ばれるパフォーマンスがトレードマークとなっているが、2009年のレアル・マドリードへの移籍以来、「スライディング」「爪のジェスチャー」「ダンス」など、さまざまなゴールパフォーマンスを披露しており、世界各国のスポーツ選手に模倣されている。一方、2015年3月22日に行われたFCバルセロナ戦において、手の平を下げてサポーターに冷静になるように求めたパフォーマンスは、相手への挑発あるいは観客を暴力に駆り立てるものとして物議を醸した。

### 南米
アルゼンチン
ディエゴ・マラドーナは1994 FIFAワールドカップのグループリーグ初戦のギリシャ戦で得点を決めた際に、ビデオカメラに向かって駆け寄り、興奮した目つきで吼えかかるパフォーマンスを行った。しかし第2戦のナイジェリア戦終了後のドーピング検査で尿からエフェドリンを含む5種類の禁止薬物が検出され、大会からの追放処分を受けた。
ガブリエル・バティストゥータはフィオレンティーナ在籍時に得点を決めた際、両腕を添えて機関銃を乱射する姿を真似たパフォーマンスを行ったが、後にカルロス・テベスやポール・ポグバらに模倣された。また、バティストゥータはコーナーフラッグを右手でつかみ左手を腰にあて胸を張るガリバルディポーズや、1996年8月に行われたスーペルコッパ・イタリアーナのACミラン戦では得点後にテレビカメラに駆け寄り、妻への愛を叫ぶパフォーマンスを行った。
リオネル・メッシは、ゴールパフォーマンス後に自陣へ戻る際、両手の人差し指で空を指し、空を見上げるポーズで締めくくるが、これは幼い頃、常にサッカー選手としての自分を応援していてくれた亡き祖母へゴールを捧げるという想いからのものである。
 エクアドル
イバン・カビエデスは2006 FIFAワールドカップのコスタリカ戦で得点を決めた際に、黄色の覆面を被る「スパイダーマン」のパフォーマンスを行った。このパフォーマンスはエクアドル国内でオティリノ・テノリオが実践し人気を集めていたが2005年に交通事故により死去したため、カビエデスがテノリオの「ワールドカップの舞台で得点を決め、覆面パフォーマンスを行う」という夢を引き継いだ。
 ブラジル
ベベットはアメリカ合衆国で行われた1994 FIFAワールドカップ準々決勝のオランダ戦で得点を決めた際に、赤ん坊を抱える様な格好で両手を左右に揺らす「揺り籠」のパフォーマンスを行った。これは試合の数日前にベベットの妻が第3子を出産したことを祝福する意味があり、ロマーリオやマジーニョもこのパフォーマンスに加わった。このパフォーマンスは世界各国の選手達に模倣されている。
このほか、ロナウドをはじめブラジルの選手の中には得点後に両手を広げて飛行機が離陸する姿を模倣したパフォーマンスを行う者もいるが、カカは敬虔なクリスチャンであることから、ゴールを決めると両手の人差し指で空を指し、空を見上げて神に感謝するパフォーマンスを行うことで知られる。

### 北中米
アメリカ合衆国
ブランディ・チャスティンは1999 FIFA女子ワールドカップ決勝のアメリカ対中国戦で、PK戦の5人目のキッカーとしてシュートを決め、アメリカを優勝に導いた。その際にチャスティンはユニフォームを脱ぎ捨て、スポーツブラの格好のまま脱いだユニフォームを振り回しガッツポーズをとるパフォーマンスを行った。このチャスティンによるパフォーマンスは『ニューズウィーク』誌や『タイム』誌などの表紙に選ばれたほか、「女子選手が大観衆や視聴者の前で自らユニフォームを脱いだ」行為が論議となり、「彼女が着用していたスポーツブラの宣伝のための計画的行為」とする説も流布した。
 メキシコ
ウーゴ・サンチェスは得点後に後方宙返りのパフォーマンスを見せることで知られていたが、これは体操競技選手であり1976年モントリオールオリンピック代表選手だった彼の姉妹に敬意を表したものである。サンチェスはアクロバティックなパフォーマンスをサッカー界に初めて導入し普及させた選手とされ、2000年代以降ではナイジェリアのジュリアス・アガホワやアイルランドのロビー・キーンらがサンチェスとは異なる技を披露している。

### アフリカ
カメルーン
ロジェ・ミラは1990 FIFAワールドカップにおいて得点を決めるたびにコーナーフラッグ付近へ駆け寄り、右手を掲げ腰をくねらせて踊る「マコッサ・ダンス」と呼ばれるパフォーマンスを行った。マコッサとはカメルーンの伝統的な音楽に由来している。

### アジア
日本
日本サッカーリーグ時代には釜本邦茂が拳をあげて飛び上がるパフォーマンスを行ったが、これは1966年にイングランドで開催されたワールドカップでポルトガルのエウゼビオがみせたパフォーマンスを模倣したものである。
Jリーグが開幕した1993年以降では三浦知良が両足でサンバのダンスの様に細かいステップを踏む「カズダンス」と呼ばれるパフォーマンスを行っているが、これはブラジルのカレカが得点後に行っていたパフォーマンスに影響を受けたもので、三浦自身は「カレカのダンスを模倣しようとしたらああなった」と評している。
2000年代以降、サンフレッチェ広島に所属する選手達が趣向を凝らしたパフォーマンスを行っているが、2012年に日本で開催されたFIFAクラブワールドカップ2012での「相撲パフォーマンス」や、2014年のAFCチャンピオンズリーグ2014での「3.11と祈り」のパフォーマンスについては国外のメディアから報じられた。
このほか、長友佑都の「お辞儀」や藤本主税の「阿波踊り」の様に日本の伝統文化に基づいたパフォーマンスを行う選手もいる。
2023年のアジア大会の準決勝では、PKを決めた松村優太は佐藤恵允とともにYouTuberのちょんまげ小僧の「ひき肉です！」のものまねのゴールパフォーマンスを行った。
 韓国
安貞桓は2002 FIFAワールドカップグループDアメリカ戦で得点した際、コーナーフラッグ付近に走り寄るとスピードスケートの滑走を模倣するパフォーマンスを行った。これは2002年ソルトレークシティオリンピックのショートトラックスピードスケート競技男子1500mで韓国の金東聖が走路妨害の判定で失格となり、アメリカのアポロ・オーノが金メダルを獲得したことに対するパフォーマンスだった。

## 問題となった事例

### ヨーロッパ
イタリア
パオロ・ディ・カーニオはSSラツィオ在籍時の2000年代に、得点を決めた際には片手を伸ばすローマ式敬礼のパフォーマンスを行っていたため論争となった。ラツィオは第二次世界大戦前にファシスト党の影響下にあったクラブであり、ディ・カーニオはラツィオサポーターの一員として育った経緯から極右思想の持ち主だが、本人は「私はファシストだが、人種差別主義者ではない」と主張している。
 イングランド
ポール・ガスコインはレンジャーズFC在籍時の1998年1月2日に行われたセルティックFCとの試合（オールドファーム）で得点を決めた際にセルティックのサポーターに向かってフルートを吹くパフォーマンスを行った。これは「ロイヤリストのシンボル」と呼ばれ、プロテスタントに関連付けられるのと同時にカトリック教徒への侮辱を表すものとして問題視され、クラブ側から2万ポンドの罰金が科せられた。さらにガスコインは武装組織のIRAから殺害予告を受ける結果となった。
ロビー・ファウラーはリヴァプールFC在籍時の1999年4月3日に行われたエヴァートンFCとの試合（マージーサイド・ダービー）で得点を決めた際に、ピッチに両膝をつきコカインを鼻から吸引する姿を模倣したパフォーマンスを行った。この行為に対してフットボール・アソシエーション (FA) はファウラーに対し4試合の出場停止処分と32,000ドルの罰金を科した。
 ギリシャ
AEKアテネFCに所属するヨルゴス・ カティディスは2013年3月16日に行われたヴェリアFC戦において決勝点を決めた際に、背筋を伸ばして右手を掲げるナチス式敬礼のパフォーマンスを行った。ギリシャサッカー連盟は「彼の行為は常軌を逸するのみならず、ナチスドイツによる犠牲者に対して敬意を欠いたものである」と問題視。翌3月17日、カティディスをギリシャ代表から永久追放すると共に、50,000ユーロの罰金を科した。
 スペイン
アンドレス・イニエスタは2010年7月11日の2010 FIFAワールドカップ・決勝でスペインを初のW杯勝者に導く先制ゴールを挙げ、ユニフォームを脱いで喜びを表現したが、アンダーウエアには手書きで「DANI JARQUE SIEMPRE CON NOSOTROS（ダニ・ハルケはいつも我々と共に）」と、元スペイン代表で前年8月に26歳で急逝した親友ダニエル・ハルケに捧げたメッセージが書かれていた。一方、イニエスタの行為に対し罰金などの制裁は科されなかった。
同年9月18日、RCDエスパニョールのホセ・カジェホンはUDアルメリア戦で得点を決めた際、元チームメイトのハルケの顔が描かれたTシャツを見せるパフォーマンスを行った。これに対しスペインサッカー連盟 (RFEF) の競技委員会はカジェホンの行為が規律条項第91条の「得点後にユニフォームをめくって広告、スローガン、デザイン画などを披露した」行為に該当すると判断し、3000ユーロの罰金を科した。一方、カジェホンとクラブがRFEF側と争う構えを見せたため、制裁は取り消しとなった。
 セルビア
ドラガン・ストイコビッチは1999年3月27日に行われた名古屋グランパス対ヴィッセル神戸戦において福田健二の得点をアシストした際、ユニフォームを脱ぎ「NATO STOP STRIKES!」と書かれたアンダーシャツを見せるパフォーマンスを行った。同年3月中旬、ストイコビッチはユーゴスラビア代表としてUEFA EURO 2000予選のクロアチア戦に出場するため帰国していたが、その最中の3月24日に北大西洋条約機構 (NATO) によるコソボ空爆が発生したため試合が中止され、第三国を経由して試合前日に日本に戻った。彼のパフォーマンスには空爆の中止を訴える意味が込められており、浦和レッドダイヤモンズ所属のゼリコ・ペトロビッチ、ラツィオ所属のシニシャ・ミハイロビッチとデヤン・スタンコビッチ、レアル・マドリード所属のプレドラグ・ミヤトビッチらが競技場の内外で空爆に抗議する姿勢を見せた。これに対し欧州サッカー連盟は3月29日、「政治とサッカーを混同してはならない」との声明を発表したが、Jリーグは全加盟クラブに対してスタジアムにおける政治的アピールの禁止を通達した。
 フランス
ニコラ・アネルカはウェスト・ブロムウィッチ・アルビオンFC在籍時の2014年2月27日に行われたウェストハム・ユナイテッドFC戦で得点を決めた際に、右手を下に伸ばし右肩付近に左手を乗せるパフォーマンスを行った。これは「クネル」といい反ユダヤ主義を表すもので、アネルカ自身はコメディアンのデュドネ・ムバラ・ムバラに敬意を表したものだとして人種差別的意図を否定したが、FAから5試合の出場停止処分および罰金8万ポンド（約1360万円）が科せられ、3月15日にはクラブ側から解雇が通告された。

### 北中米
メキシコ
CDグアダラハラに所属するマルコ・ファビアンは2011年10月15日に行われたCDエストゥディアンテス・テコス戦で得点を決めた際、駆け寄ってきたアルベルト・メディナの眉間に人差し指を突き立て拳銃で打ち抜く真似をするパフォーマンスを行った。メキシコ国内では薬物犯罪を巡る紛争により多数の死者を出していることから、このパフォーマンスが問題視され、 クラブは両者にそれぞれ5万メキシコ・ペソ（約28万円）の罰金を科した。

### アフリカ
エジプト
アル・アハリに所属するアフマド・アブドゥル・ザヘルは2013年11月10日に行われたCAFチャンピオンズリーグ決勝のオーランド・パイレーツ戦で得点を決めた際、親指以外の4本の指を突き立てるパフォーマンスを行った。これはアラビア語で「ラバア」といい数字の4を示すと共に、同年8月に治安部隊との衝突で600人以上が亡くなったラバア・アル＝アダウイヤ広場を意味するもので、暫定政府に反対する象徴となっている。ザヘルは政治的意図はないと主張したが、クラブは同選手の出場停止と事情聴取が終わるまでの間、給与を支払わないないことを発表した。
 トーゴ
2009年夏にアーセナルFCからマンチェスター・シティFCへ移籍したエマヌエル・アデバヨールは、同年9月の両クラブの対戦においてゴールを決めた後、逆方向に陣取るアーセナルサポーターの前へ走り、相手を挑発するパフォーマンスを行った。アデバヨールは、この試合においてアーセナルのロビン・ファン・ペルシーの顔を踏みつけるラフプレーを行っていたが、FAはパフォーマンスに対して2万5000ポンド（約355万円）の罰金と執行猶予付きの2試合出場停止処分、ラフプレーに対して3試合の出場停止処分を科した。

### アジア
イラン
ペルセポリスFCに所属するモハメド・ノスラティは2011年10月29日に行われたSCダマシュ・ギラン戦でチームメイトが先制点を決めた際、抱き合って祝福していたシェイズ・レザエイの背後に近寄りレザエイの尻に指でカンチョーの悪戯をした。 この模様はテレビで生放送されていたこともあって問題視され、イラン・イスラム共和国サッカー連盟はノスラティに対し無期限出場停止処分と40,000ドルの罰金を科した。またレザエイもチームが3-2と勝ち越した得点の際に他の選手の股間を触る行為があったとして同様の処分が下った。